# Enoli
Gli enoli sono composti organici che possiedono un gruppo ossidrilico (-OH) e un gruppo alchenico (-CH=CH-) (il gruppo ossidrilico deve essere necessariamente adiacente ad uno degli atomi di carbonio coinvolti nel doppio legame). Il nome enolo deriva da alchene ed alcolo. I sali in cui sono presenti anioni deprotonati degli enoli vengono definiti enolati. I dioli corrispondenti prendono il nome di endioli dove entrambi gli atomi di carbonio impegnati nel doppio legame sono sostituiti con un gruppo -OH, caratterizzati quindi dal gruppo funzionale -C(OH)=C(OH)- . Per la reattività di questi composti, di rilievo ad esempio per le reazioni della biochimica cellulare, è di particolare importanza la tautomeria cheto-enolica. Gli enoli possono convertirsi prontamente in chetoni o aldeidi: la forma più stabile dominerà sull'altra in un processo di equilibrio chimico. Risulta quindi molto difficile ottenere un enolo puro, così come è altrettanto difficile ottenere un chetone o un'aldeide puri. In natura si possono ottenere solo delle miscele di questi due composti.

## Sintesi

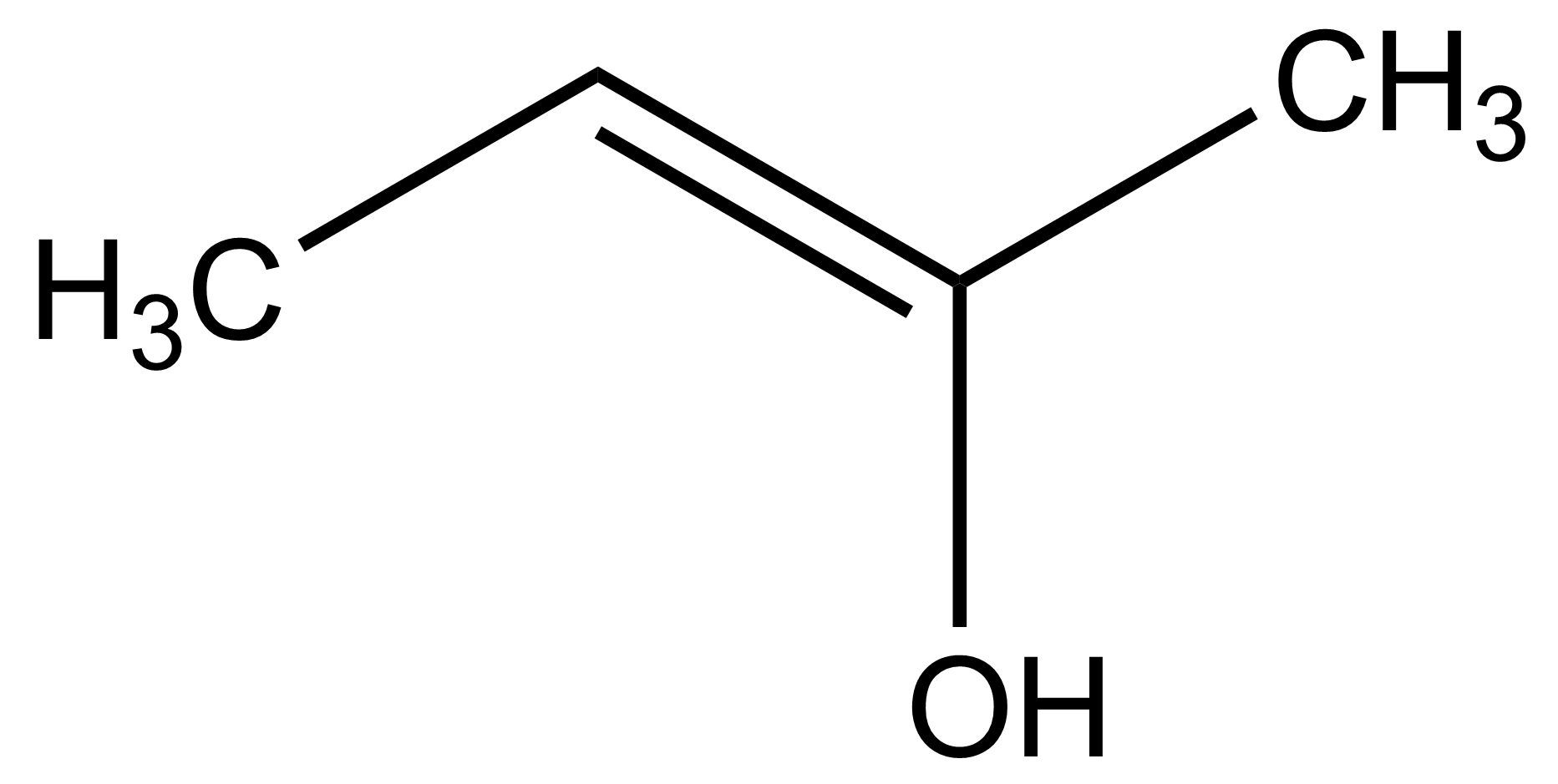
2-buten-2-olo, enolo del butanone.

La sintesi degli enoli è essenzialmente legata alla sintesi delle aldeidi e dei chetoni corrispondenti, che in genere si ottengono per ossidazione di alcoli primari e secondari. Ossidando un alcol si otterrà quindi un chetone o un'aldeide che per effetto della tautomeria cheto-enolica si convertiranno parzialmente nell'enolo corrispondente fino a raggiungere la condizione di equilibrio chimico; la costante di reazione che determina quest'ultimo parametro è caratteristica per ogni tipo di molecola interessata nel fenomeno della tautomeria cheto-enolica.
Un altro metodo per ottenere un enolo è la reazione di addizione di H2O su di un alchino in corrispondenza del triplo legame, l'enolo trans ottenuto risulterà instabile e si convertirà parzialmente nel chetone corrispondente:
```
                      H     R'
                       \   /
R-C≡C-R'  +  H
2
O  ->    C=C   ->  R-CH
2
-C=O
                       /   \            |
                      R     OH          R'
```

## Carbonio in α al carbonile
Le reazioni che interessano enoli, chetoni ed aldeidi (in particolare il fenomeno della tautomeria cheto-enolica) sono determinate da una proprietà tipica di chetoni ed aldeidi, ovvero l'acidità del carbonio in α al carbonile. La parziale carica positiva del carbonio del carbonile (direttamente legato all'ossigeno) per stabilizzarsi trasferisce parte di questa carica sul carbonio α (attirando più fortemente il doppietto elettronico di legame). Il carbonio α risulterà quindi tanto più acido quanti atomi di idrogeno ha legati a sé (da un massimo di 3 a nessuno) dal momento che sarà più probabile la rottura di un legame Cα-H con la formazione di un carbanione sul carbonio α. Successivamente al distacco del protone libero H+ si avrà tutta quella serie di reazioni che porterà un generico chetone a convertirsi spontaneamente nel corrispondente enolo:

## Catalisi della reazione
Le proprietà di aldeidi e chetoni fanno sì che il processo chimico che porta alla formazione di enoli possa essere velocizzato (catalizzato) sia da un ambiente acquoso acido (pH<7) che da un ambiente acquoso basico (pH>7), in particolare: